# Svislatj, Hrodna Voblast
För andra betydelser, se Svіslatj (olika betydelser).
Svislatj (belarusiska: Свіслач) är en stad i Belarus.   Den ligger i voblasten Hrodna voblast, i den västra delen av landet, 250 km väster om huvudstaden Mіnsk. Svislatj ligger 170 meter över havet och antalet invånare är 6 600.

## Natur
Terrängen runt Svislatj är platt. Svislatj är det största samhället i trakten.